# Lamina (araña)
Lamina es un género de arañas araneomorfas de la familia Desidae. Se encuentra en  Nueva Zelanda.

## Lista de especies
Según The World Spider Catalog 12.0:
- Lamina minor Forster, 1970
- Lamina montana Forster, 1970
- Lamina parana Forster, 1970
- Lamina ulva Forster, 1970